# Lata 70. XIX wieku
Lata 70. XIX wieku
Stulecia: XVIII wiek ~ XIX wiek ~ XX wiek
Dziesięciolecia: 1820–1829 « 1830–1839 « 1840–1849 « 1850–1859 « 1860–1869 « 1870–1879 » 1880–1889 » 1890–1899 » 1900–1909 » 1910–1919 » 1920–1929
Lata: 1870 • 1871 • 1872 • 1873 • 1874 • 1875 • 1876 • 1877 • 1878 • 1879

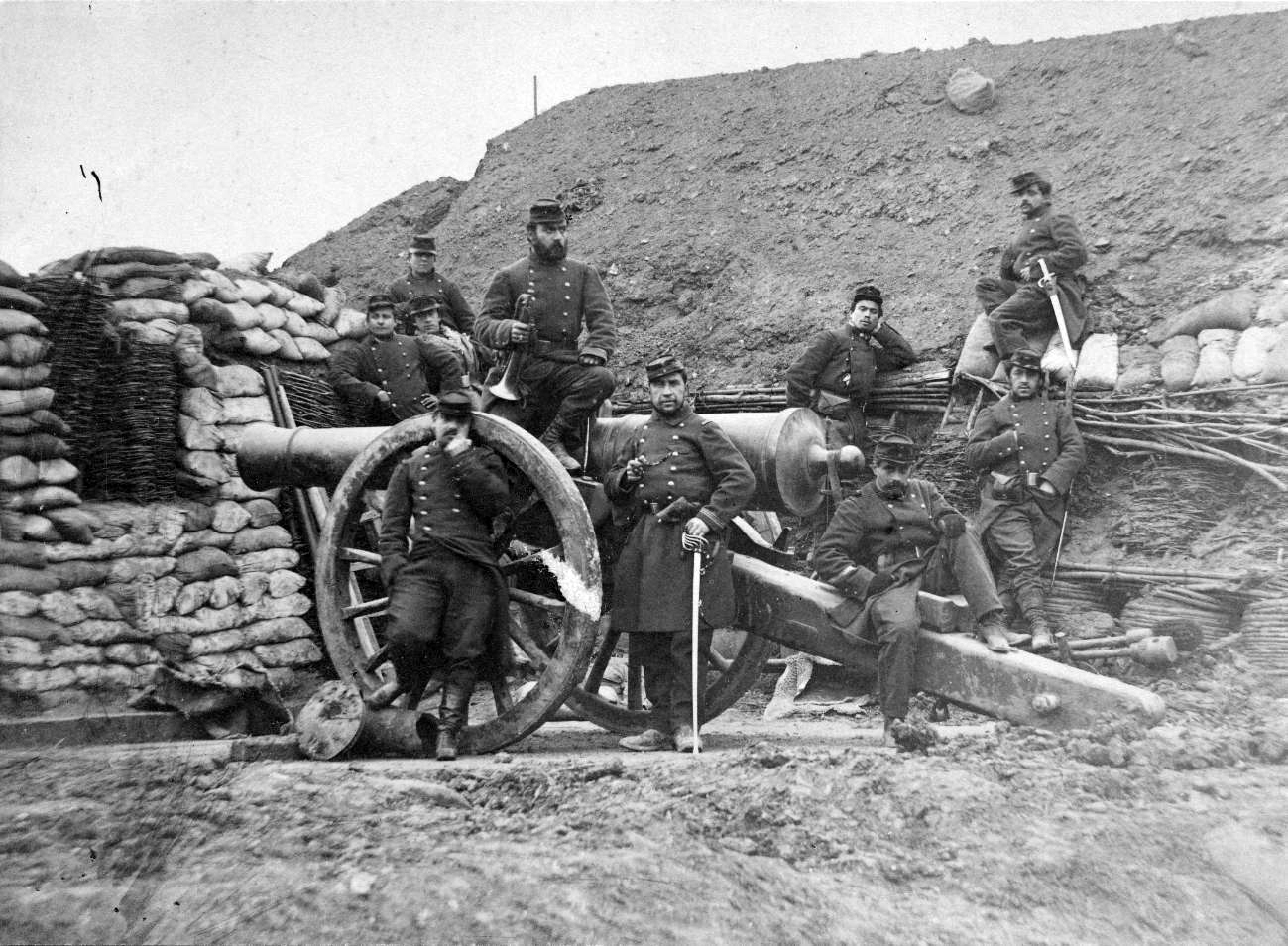
Wojna francusko-pruska

## Wydarzenia
- Wojna francusko-pruska
- zjednoczenie Niemiec
- Powstanie kwietniowe w Bułgarii
- Wojna rosyjsko-turecka, uzyskanie niepodległości przez Bułgarię, Serbię i Rumunię
- Upadek Komuny Paryskiej
- Proklamowanie Cesarstwa Niemieckiego, Wilhelm I Hohenzollern cesarzem Niemiec
- Zakończył się Sobór watykański I
- Japońska ekspedycja karna na Tajwanie
- Bitwa nad Little Bighorn
- Bunt Satsumy
- Wojna brytyjsko-zuluska
- Pierwsza wystawa impresjonistów w Paryżu
- Alexander Graham Bell opatentował telefon
- Thomas Alva Edison opatentował żarówkę

## Politycy i władcy
- Franciszek Józef I
- Otto von Bismarck
- Wilhelm I Hohenzollern
- Wiktor Emanuel II
- Wiktoria Hanowerska
- Aleksander II Romanow
- Ulysses Grant
- Rutherford Hayes
- Patrice Mac-Mahon
- Louis Adolphe Thiers
- Pius IX
- Leon XIII
- Jules Verne
- Alexander Graham Bell
- Thomas Alva Edison